# Андрушків Софія
Андрушків Софія (28 січня 1907, Заліщицький повіт — 24 липня 2006, округ Ессекс, Нью-Джерсі) — українська громадська діячка. Почесний член СУА (1990).
1949 емігрувала до США.
Від 1950 — член 28-го відділу СУА, де працювала в референтурі суспільної опіки, 1969 — член комісії суспільної опіки для ведення справ стипендії до Європи при Головному управі СУА.